# ورا پوپکوا
ورا پوپکوا (روسی: Вера Ивановна Попкова؛ ۲ آوریل ۱۹۴۳ – ۲۹ سپتامبر ۲۰۱۱) دونده، و ورزشکار دو و میدانی اهل روسیه بود.